# 막간의 평화

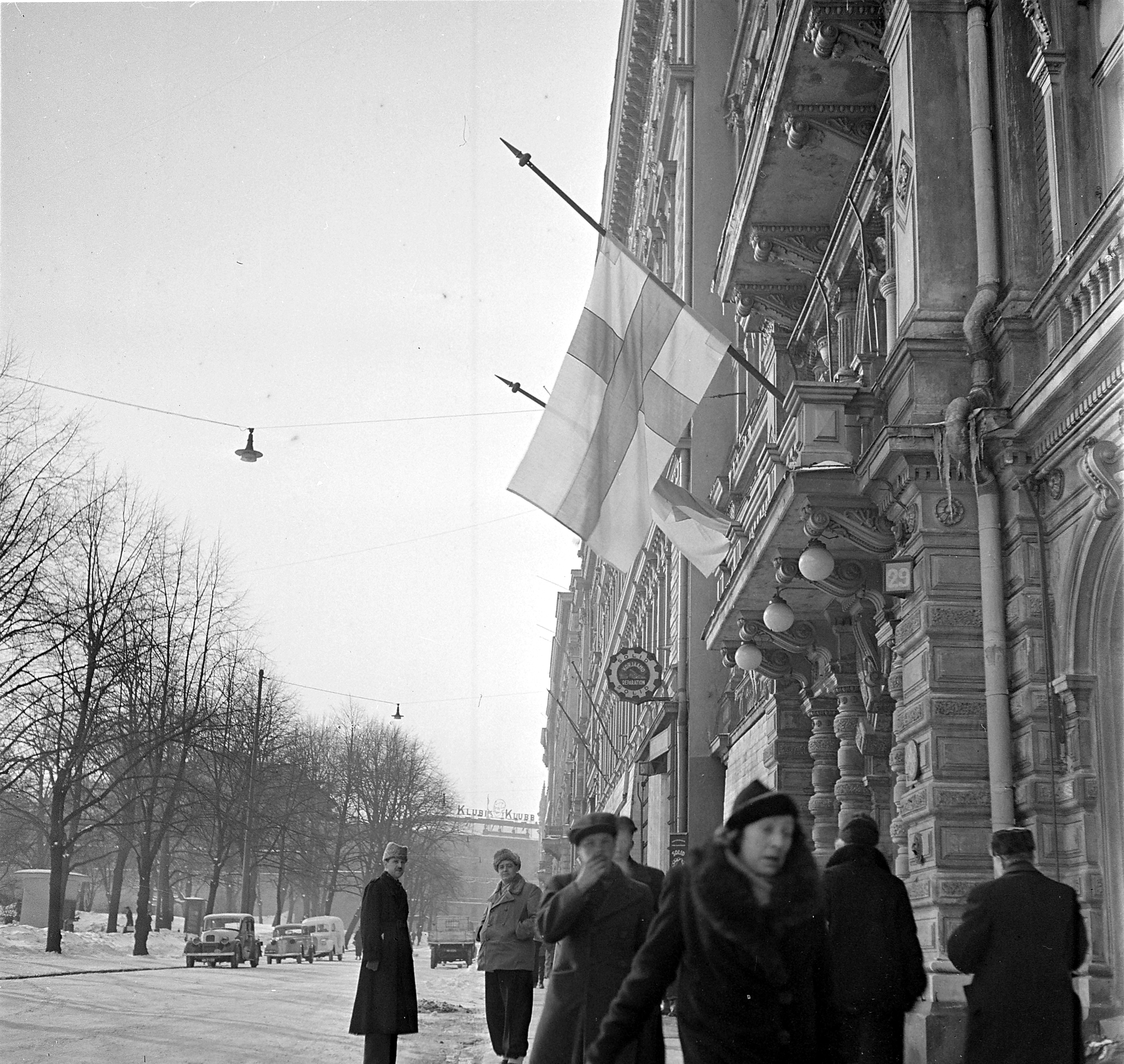
1940년, 모스크바 평화 조약 이후, 핀란드의 국기가 휘날리고 있다.

막간의 평화(핀란드어: Välirauha 밸리라우하[*], 스웨덴어: Mellanfreden 멜란프레덴[*])는 핀란드의 역사에서 제2차 세계 대전때 사용되었던 용어이다. 이 용어는 1940년 3월 13일부터 1941년 6월 24일까지 1년이 조금 넘게 지속되던 겨울 전쟁과 계속 전쟁 사이의 기간 동안 사용되었다. 1940년 3월 12일 모스크바 평화 조약으로 핀란드와 소련이 동시에 서명했다. 또한 약 105일 간의 겨울 전쟁이 끝났다.
전쟁의 여파로 소련과 핀란드는 새로운 전쟁을 준비하고 있었고 소련은 핀란드에게 정치적으로 압력을 가했다. 1940년 초 핀란드는 스웨덴과의 동맹을 주장했지만 소련과 나치 독일은 이에 반대했다. 4월 독일은 덴마크와 노르웨이를 점령하였고, 6월 소련은 발트 3국을 점령했다. 1941년, 핀란드는 소련의 추축국 침공에 대한 참여를 협상했다.

## 배경

### 독소 불가침 조약과겨울 전쟁

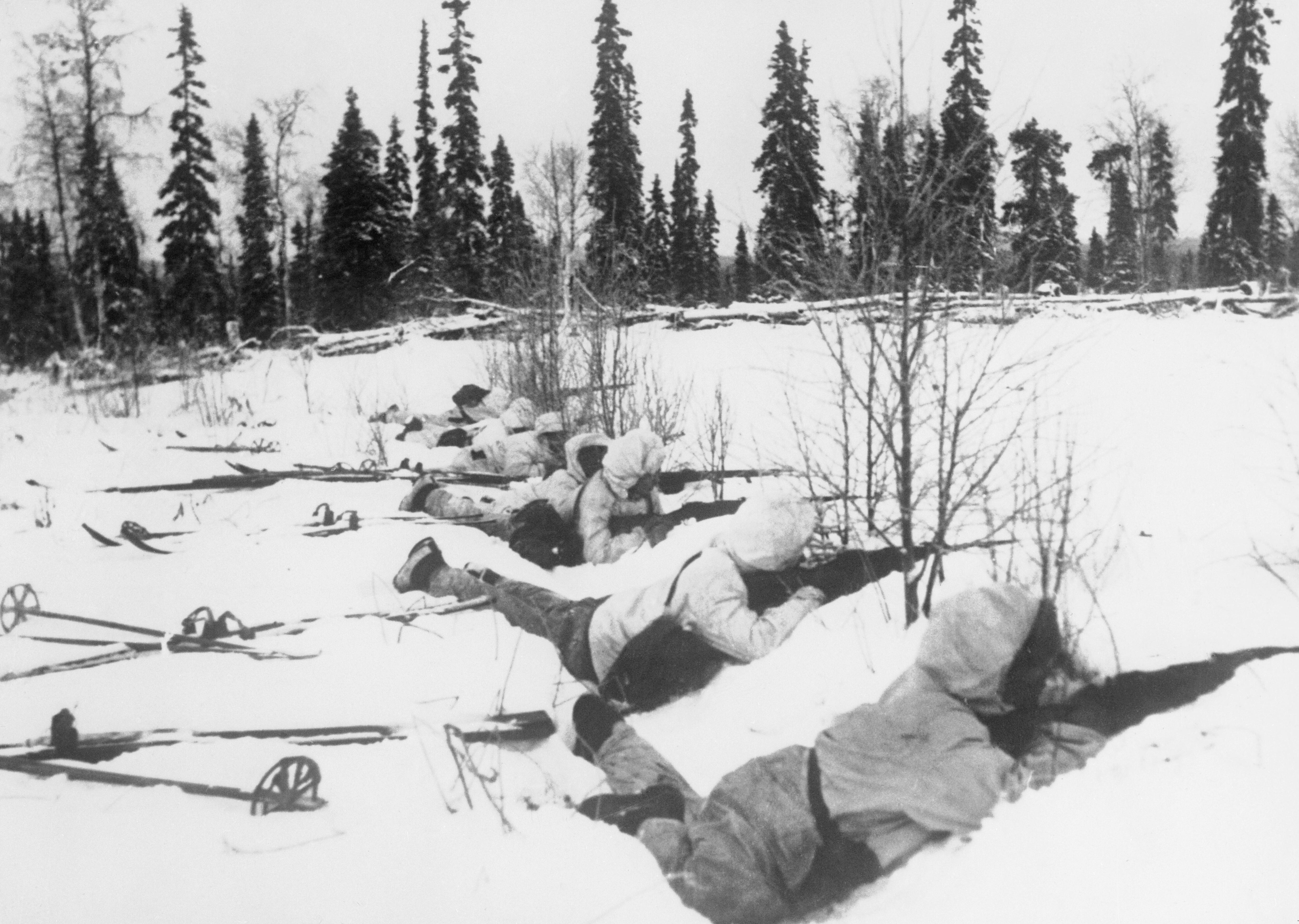
1940년 핀란드 스키부대

1939년 독소 불가침 조약은 소련과 나치 독일의 관계를 명확히하고, 소련이 전쟁 발병의 경우 동유럽에서 전략적 지위를 향상시키기 위해 발트 3국과 핀란드에 압력을 가할 수 있게 했다. 발트 3국은 곧 소련의 기지 및 부대 이동 권한에 대한 요구를 포기 했지만 핀란드는 계속 거부했다. 외교적 압박이 사라지자 소련은 전쟁을 결심하게 되고, 1939년 11월 30일 핀란드와의 겨울 전쟁을 시작했다.
겨울 전쟁은 핀란드에서 국제 정치에 대한 무례한 각성을 생산했다. 국제 연맹과 세계 각국의 비난은 소련 정책에 영향을 미치지 않는 것으로 보였다. 스웨덴은 자원 봉사자들이 핀란드 군대에 합류 할 수는 있었지만 군사 지원을 보내지 않았으며, 프랑스나 영국 군대의 개입을 거부했다. 우익 극단 주의자들조차도 나치 독일에 전혀 도움을주지 않았으며 다른 국가의 물질적 도움을 차단했다는 사실에 충격을 받았다.
모스크바 평화 조약으로 겨울 전쟁을 종료되었지만, 핀란드에서 큰 재앙으로 인식되었다. 마치 협상이 전장보다 더 나쁜 것처럼 보였다. 또한 핀란드의 산업 역량의 5분의 1과 농지의 11 %가 손실되었다. 핀란드에 살았던 핀란드 인구의 12 % 중 불과 수백 명이 남아 있었으며 나머지 420,000명은 소련의 괴뢰국인 핀란드 민주 공화국 (1939 ~ 1940), 카렐리야-핀란드 소비에트 사회주의 공화국 (1940 ~ 1956) 쪽으로 이주했다.

## 모스크바 평화 조약이후

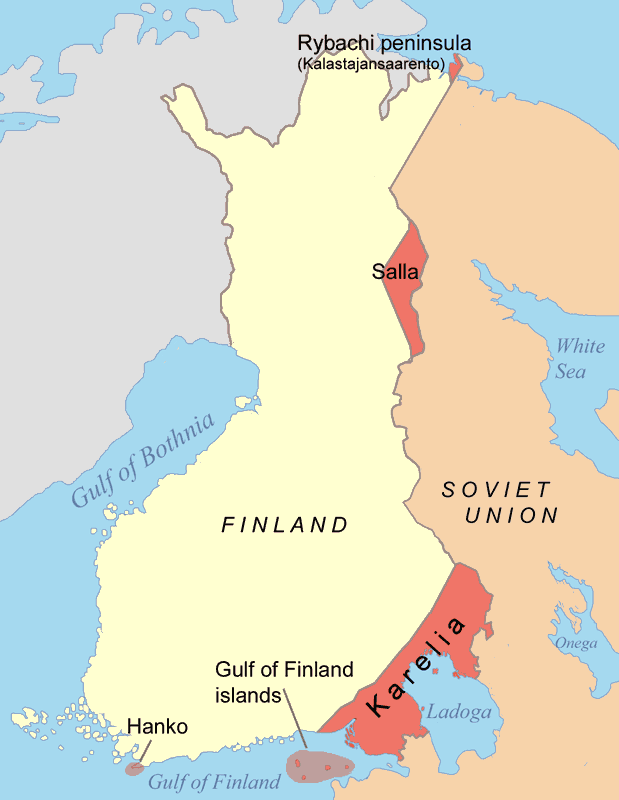
모스크바 평화 조약에 따라 핀란드가 소련에 할양한 영토

1940년 3월 12일에 서명된 모스크바 평화 조약은 핀란드 인들에게 충격을 주었다. 이는 1930년대 핀란드 외교 정책의 실패로 인식되었으며, 이는 국가 다국적이 처음으로 유사한 국가의 지원에 대한 보증을 기반으로하여 처음으로 국제 연맹에 의해 설립 된 세계 질서에 이어 핀란드가 예전에는 친선과 국가의 우정에 의존했던 과거에 양국 간 조약의 구속력이 있었으며, 소비에트 연방과 나치 독일과 같은 이데올로기적 적대자와의 좋지 않은 관계는 반드시 완화되어야했다.
특히 다음과 같은 국가와의 관계에서 보다 밀접하고 개선된 관계를 유지하고자 했다.
- 스웨덴과 노르웨이
- 영국
- 소비에트 연방
- 나치 독일

나치 독일의 경우를 제외하고, 이러한 모든 시도는 핀란드가 소비에트의 영역에서 벗어날 것이라는 두려움 또는 제2차 세계대전의 일반적인 역학으로 인해 소비에트 연방은 이를 핀란드를 점령하기 위한 장애물로 생각했다.

### 핀란드에서의 반응
핀란드에 대한 여론은 서둘러 핀란드 카렐리아를 떠나게 된 핀란드 인구의 12%가 거주지를 재 취득하기를 갈망했으며, 평화 회의에 희망을 두었다. 그리하여 이 용어는 이러한 일이 발표 된 후 인기를 얻었다.
가장 어려운 글은 리스토 뤼티와 칼 구스타브 에밀 만네르헤임 남작이 처음으로 런던 대사 (G. A. 그리펜베르크)를 처음으로 생각한 외무부 장관의 글이었다, 그러나 자신이 베를린에서 너무 인기가 없다고 생각한 롤프 위팅은 영국에 덜 의존하고 나치 독일 및 소비에트 연방과의 관계를 개선하기 시작했다.

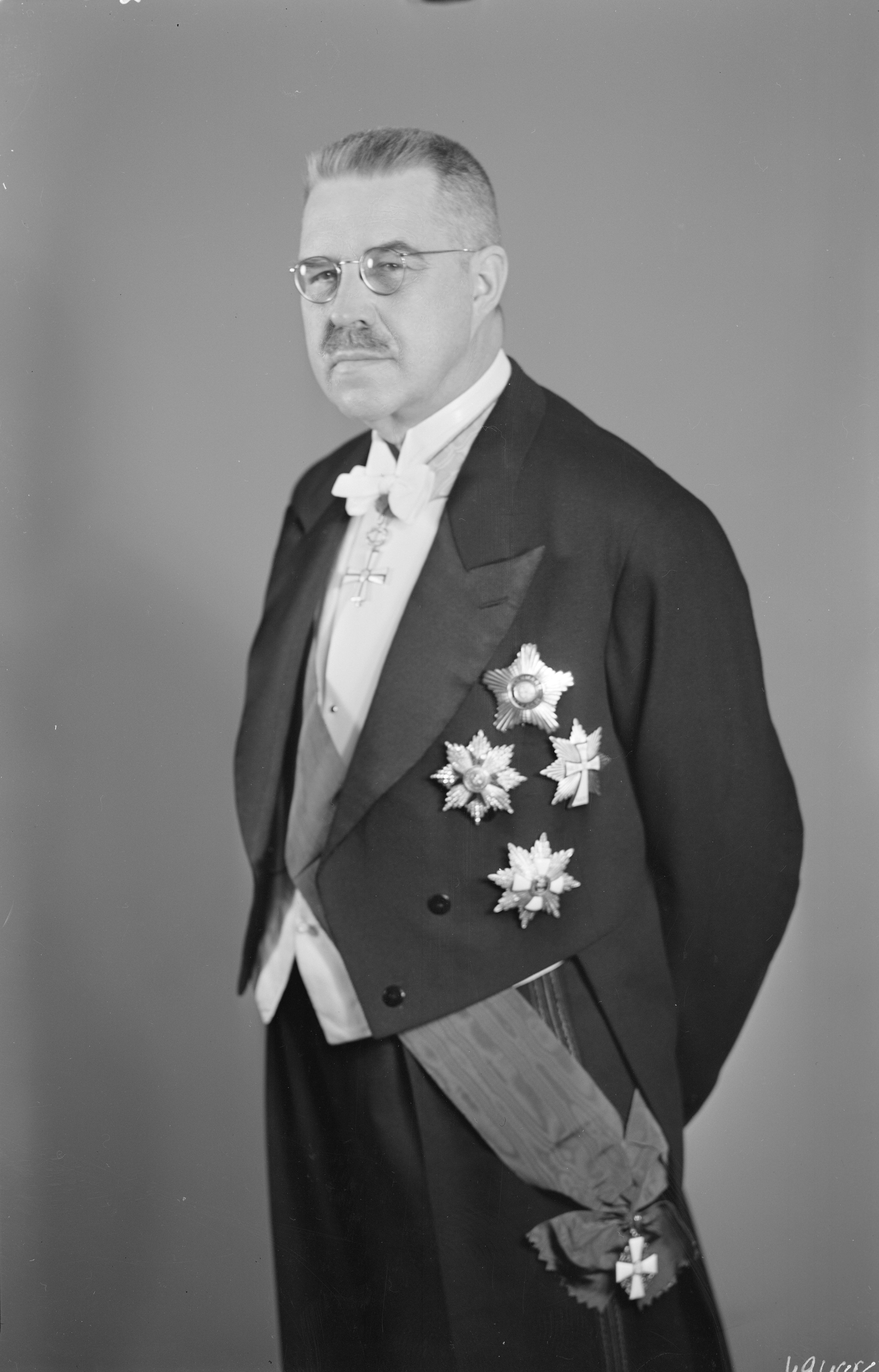
롤프 위팅

### 북유럽국방 동맹 시도

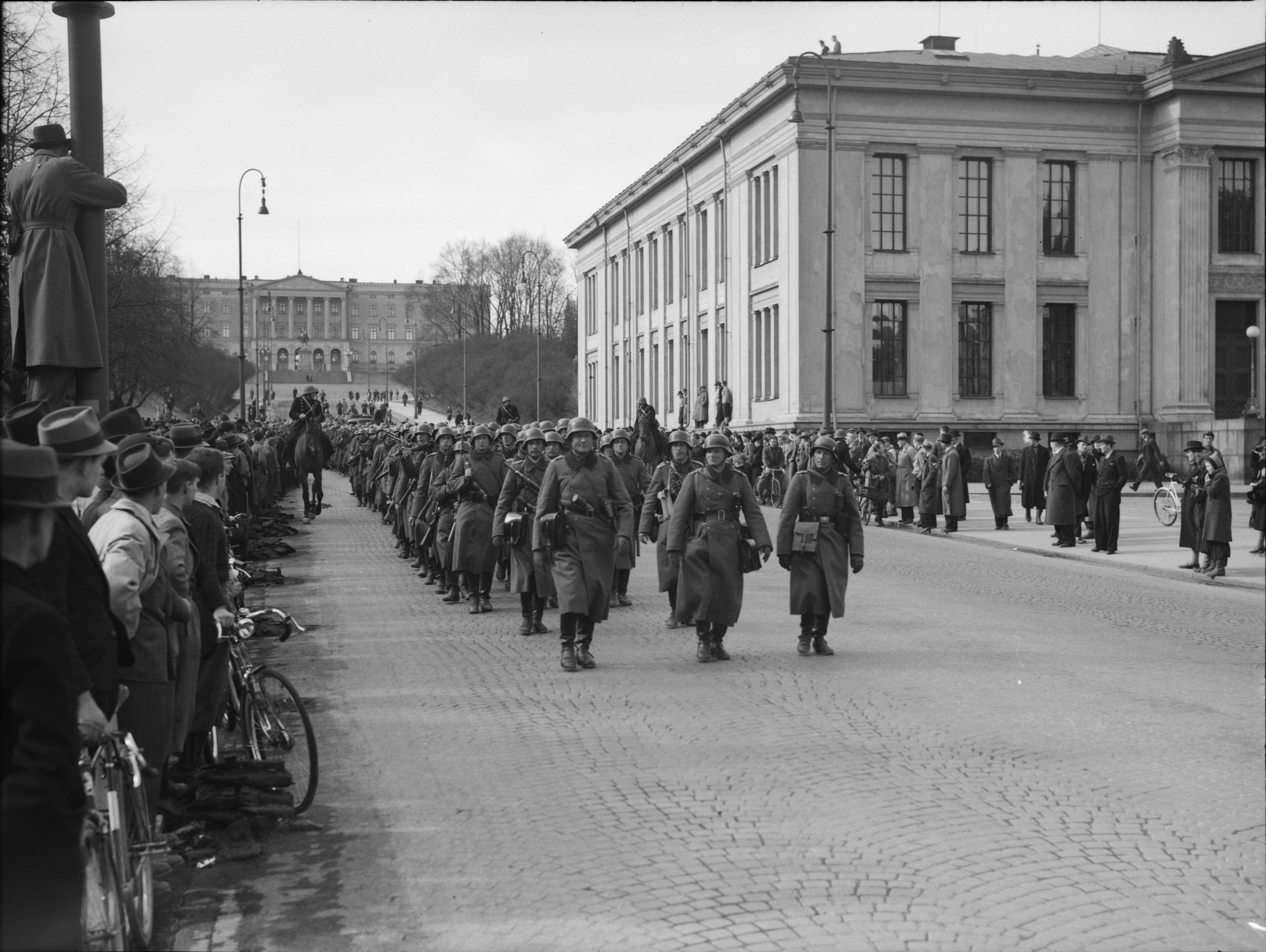
노르웨이 침공 첫 날, 오슬로로 진군하는 독일군.

전쟁의 마지막 날, 배이뇌 탄네르와 페르 알빈 한손은 노르웨이와 덴마크를 포함하여 북유럽 국방 동맹이이 지역의 상황을 안정화시킬 가능성을 언급했다. 3월 15일, 이 계획은 의회에서 논의하기 위해 발표되었다. 그러나 3월 29일, 소비에트 연방은 동맹이 모스크바 평화 조약을 위반하여 계획을 중단 할 것이라고 선언했으며, 나치 독일의 덴마크와 노르웨이 침공은 더 작은 스칸디나비아 국방 연합의 가능성을 없애버렸다고 발표했다.

### 핀란드: 다시 무장

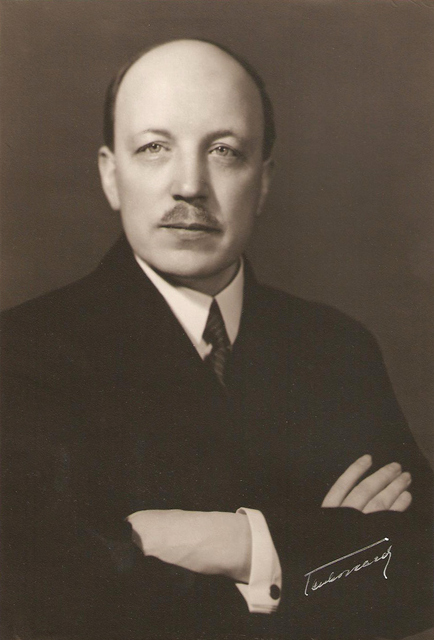
리스토 뤼티

평화 조약이 체결되었지만, 제2차 세계 대전이 확대되고 식량 공급 상황이 어려우며 핀란드 군대의 형편이 좋지 않아 전쟁은 철회되지 않았다. 검열은 없어지지 않았지만 모스크바 평화 조약에 대한 비평가들과 가장 야만적으로 반 소련파들의 의견을 진압하는 데 사용되었다.
전쟁이 계속되면 퀴외스티 칼리오 대통령은 칼 구스타브 에밀 만네르헤임 남작에게 대장 직을 유지하고 핀란드의 군대와 새로운 국경의 요새화, 혹독한 시대에 결정적으로 중요한 임무. 평화 조약에 서명 한 후 일주일 안에 요새 작업이 시작 되었다. 첫 번째로, 사이마호에 1200km 길이의 살파 라인 ("볼트 라인")에서 시작되었다.
여름과 가을에 핀란드는 동계 전쟁 중과 직후에 구매 및 기증 된 물품을 받았지만 칼 구스타브 에밀 만네르헤임 남작이 군대 상태에 대해 다소 긍정적인 평가를 하기까지 몇 달이 걸렸다. 군사비 지출은 1940년 핀란드 주 예산의 45 %로 증가했다. 군용 구매는 민간인 요구보다 우선 순위가 높았다. 만네르하임의 입장과 지속적인 전쟁 준비는 군대를 효율적으로 관리 할 수 있게 해 주었지만 때때로 민간 정부의 구조와 충돌하는 불행한 병행 정부를 만들었다.
모스크바 평화 조약이 발효 된 같은 날 3월 13일 영국의 경제부 (MEW)는 외국 관계국에게 긍정적인 관계를 확보하기 위해 가능한 빨리 핀란드와 협상을 시작하도록 요청했다. 핀란드와 함께. MEW의 비서관 인 찰스 조셀린 햄브로는 핀란드와의 전쟁 무역 조약을 맺을 권한을 부여 받았으며 4월 7일에 헬싱키로 갔다. 그는 이미 리스토 뤼티와 편지를 교환했다. 그들은 조약 내용에 대한 기본적인 것을 만들기 시작했다. 핀란드인 들은 무역을 시작하기를 간절히 원했고 첫 회의부터 예비 조약이 만들어졌으며 즉시 핀란드인들은 받아 들였다. 그러나 영국 은행가 조셀린 햄브로는 그의 상사의 승인이 필요했고 최종판이 협상 될 때까지 이 조약이 공식적인 것으로 간주되지 않을 것이라고 강조했다. 조약에서 핀란드는 군비 및 기타 필요한 자료와 교환하여 영국에 전략 자료 수출을 통제했다.
다음날 독일은 노르웨이를 공격하여 영국과의 모든 무역을 취소하면서 조약을 쓸모 없게 만들었다.

## 타국 간의 관계

### 독일의덴마크와노르웨이점령

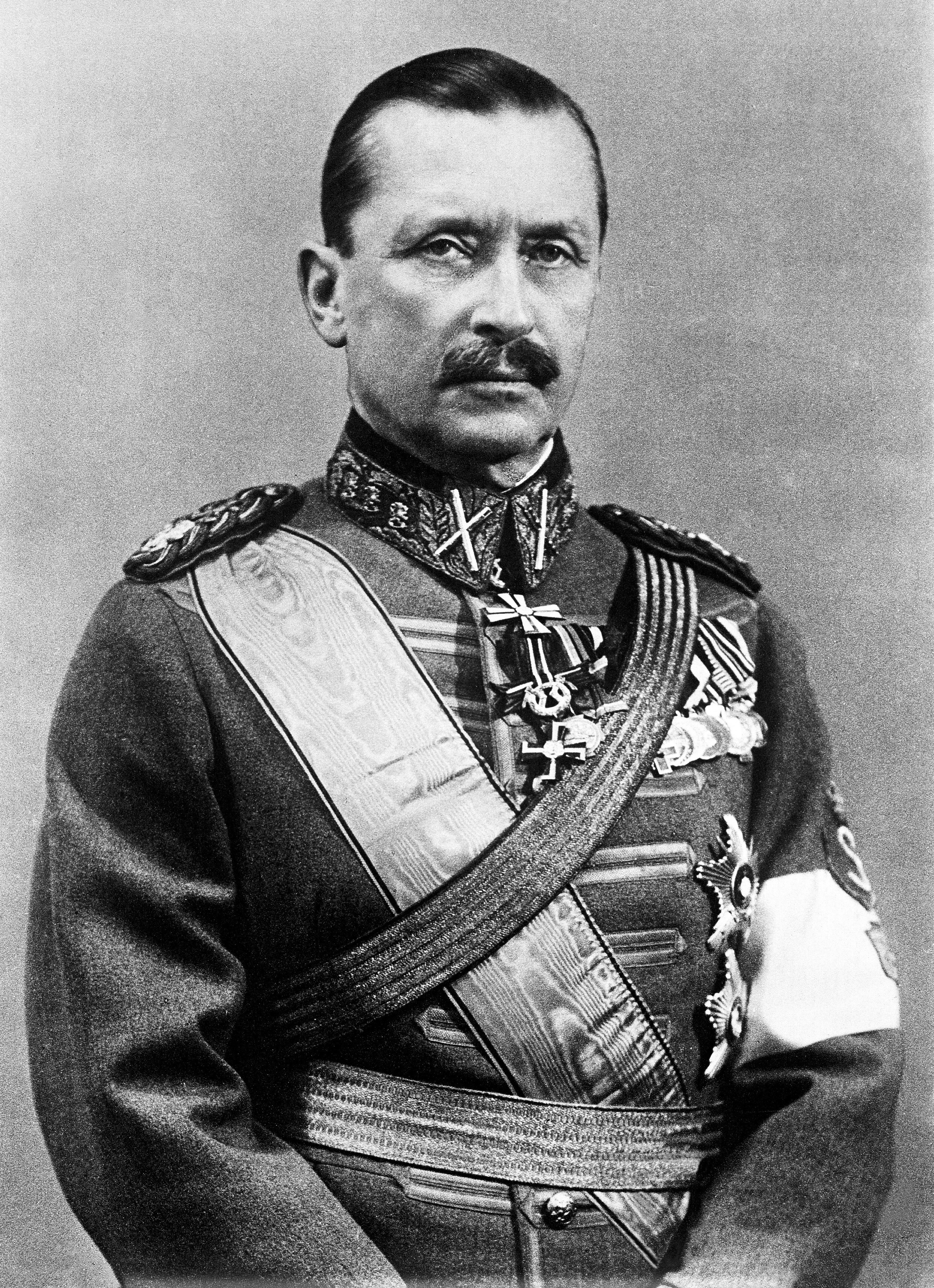
칼 구스타브 에밀 만네르헤임 남작 (1940년)

1940년 4월 9일, 베저위붕 작전, 독일의 스칸디나비아 공격 이후, 핀란드는 서부 전통 무역 시장과 물리적으로 격리되었다. 핀란드를 오가는 항로는 이제 전쟁해군에 의해 통제되었다. 발트해의 출구가 막히고 핀란드의 북쪽으로가는 경로는 로바니에미에서 무르만스크 주의 얼음이없는 항구까지 북극 비포장 도로였다. 페창가에서 배는 북극해 때문에 독일이 점령한 노르웨이 해안을 길게 통과해야했다. 스웨덴과 같이 핀란드는 점령을 포기했지만 나치 독일과 소련에 둘러싸였다. 칼 구스타브 에밀 만네르헤임 남작의 직접적인 지원으로 자원 봉사단이 구성되어 나치 군대와의 전쟁을 돕기 위해 노르웨이로 파견되었다. 구급차 부대는 독일군이 복무하던 지역을 정복 할 때까지 전쟁에 참여했다. 지원자들은 핀란드로 돌아 왔다.
특히 비료 수입의 손실은 모스크바 평화 조약에서 양육 된 가용지의 상실과 함께 겨울 전쟁 후 급한 대피 동안 소의 상실과 1940년 여름, 핀란드의 예상 수요량의 3 분의 2 이하로 식량 생산량이 급격히 감소했다. 지연된 인도가 핀란드에 압력을 가하는 수단 이었지만 일부 적자는 스웨덴과 소련에서 구매할 수 있었다. 이 상황에서 핀란드는 도움을 얻기 위해 독일로 향할 수밖에 없었다.

### 핀란드와 독일과의 화해

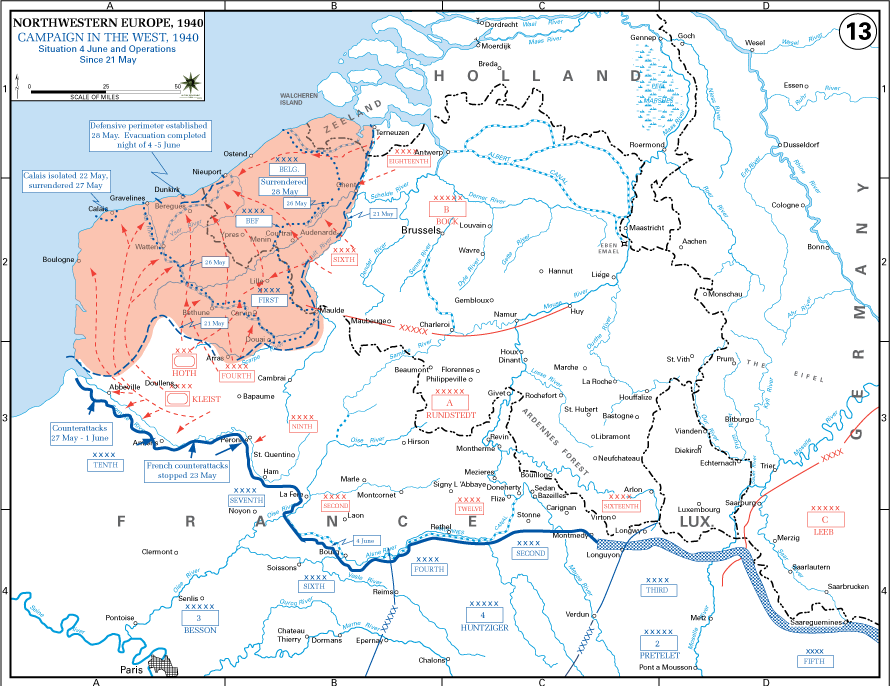
독일군의 1940년 5월 21일부터 6월 4일까지 진격 (프랑스 공방전)

독일은 전통적으로 발트해 지역에서 러시아에 대한 균형추 역할을 해왔으며, 아돌프 히틀러의 제 3제국이 침략자를 인수했다는 사실에도 불구하고 핀란드는 그 방향으로 더 좋은 관계를 찾는데 어느 정도 가치가 있다고 인식했다. 독일의 노르웨이 점령, 노르웨이 북부에서 연합군 철수 후, 독일과의 화해의 상대적 중요성이 증가했다. 핀란드는 5월 9일 독일에서 무기를 구입할 가능성에 대해 질문했지만 독일은 이 문제에 대해 논의조차 거부했다.
1940년 5월부터 핀란드는 1930년대 말에 사라진 독일과의 좋은 관계를 재건하기위한 운동을 추구했다. 핀란드는 독일과 소비에트 연방의 채권 취약성, 핀란드와 독일의 운동 선수, 과학자, 산업, 군 장교 사이의 많은 개인적인 우정에 대한 희망을 가졌다. 이 정책의 일부는 1940년 6월 핀란드의 전 총리인 토이보 미카엘 키비매키를 주 독일 특명전권대사로 승인 한 것이 었다. 핀란드 대중 매체는 나치 독일에 대한 비판을 자제했을뿐만 아니라 이 운동의 반대 의견은 검열되었다. 독일에서 볼 때, 이것은 스웨덴의 성가신 반독일 언론과 대조를 보였다.
프랑스 공방전 이후 6월 말 스톡홀름의 핀란드 대사는 영국이 곧 독일과의 평화 협상을 강요 할 수 있다는 외교 소식을 들었다. 제1차 세계 대전에서의 경험은 승자와의 친밀함과 우호적인 관계의 중요성을 강조했으며, 따라서 나치 독일과의 관계는 더욱 강화되었다.
독일과 핀란드의 첫 번째 관계 변화는 7월 말에 독일 외무부 장관 루드비히 바이소에르가 핀란드를 방문하여 소련에 대항하여 국가를 방어하려는 의지에 대해 칼 구스타브 에밀 만네르헤임 남작과 리스토 뤼티에게 물었다. 칼 구스타브 에밀 만네르헤임 남작은 핀란드 군대가 더 많은 무기없이 몇 주 동안 버틸 수 있다고 추정한 것 이었다.

### 계속되는소련의 압력

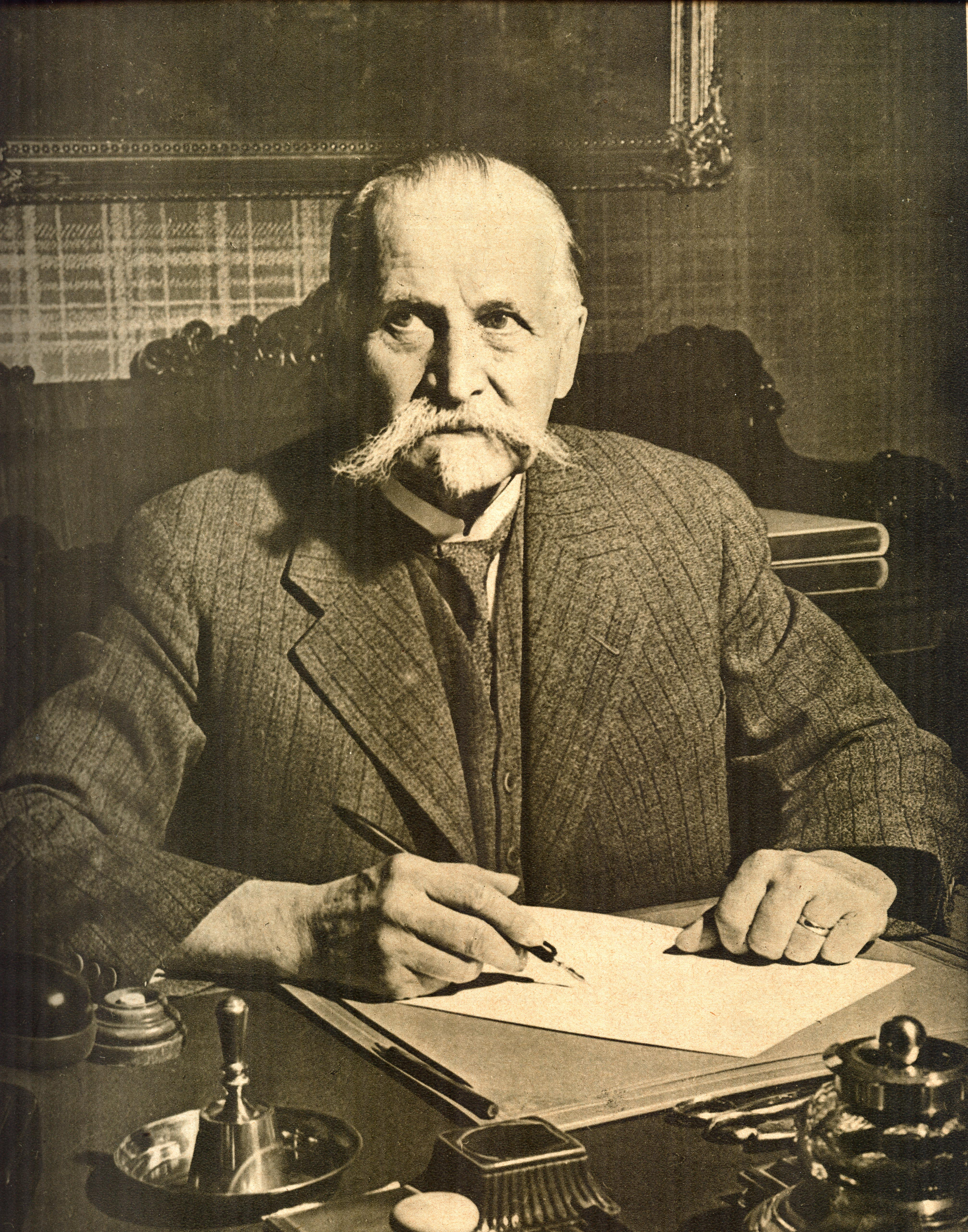
1940년의 퀴외스티 칼리오 대통령

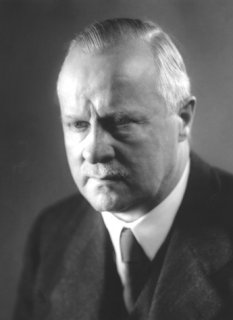
1940년의 배이뇌 탄네르

모스크바 평화 조약의 이행은 핀란드인의 강한 정신성으로 인해 문제를 일으켰다. 국경위원회의 소련 회원들조차도 국경의 핀란드쪽에 있는 것으로 간주 된 스베토고르스크 산업 지역에서의 국경 배치, 대피 된 기계, 기관차 및 철도 차량의 강제 복귀, 어업권과 사이마 운하의 사용과 같이 새로운 국경에 의해 야기 된 어려움을 완화시킬 수있는 질문에 대한 융통성은 단순히 소련의 목표에 대한 불신을 높이는 데 기여했다.
소련의 태도는 헬싱키, 이반 조토프 새 대사에서 나왔다. 그는 외교적으로 행동했으며 핀란드에서 현실적이거나 상상된 소련의 이익을 증진시키기 위해 굳은 동원을 했다. 여름과 가을에 그는 소련 외무부 사무실에 핀란드를 마무리하고 소련이 전적으로 핀란드를 합병해야한다고 여러 차례 권고했다.
6월 14일, 소련의 폭격기들이 에스토니아 탈린에서 헬싱키로가는 핀란드 여객기 칼레바를 격추시켰다. (탑승자 전원 사망)
6월 23일, 소비에트 연방은 핀란드가 영국-캐나다 회사의 케민마 광업권을 철회하여 소비에트 연방이 소유한 합작 회사로 이전해야한다고 제안했다. 6월 27일 소련은 올란드 제도에서 비무장화 또는 공동 요새화 노력을 요구했다. 스웨덴이 7월 8일 독일과 스칸디나비아 군단 이전 협정을 체결한 뒤, 7월 9일 소련 외무 장관은 건초용의 쇠스랑과 유사한 권리를 요구했다. 양도권은 9월 6일에 부여되었고 올란드의 비무장화는 10월 11일에 합의되었지만, 케민마에 대한 협상은 계속 진행되었으며 핀란드 협상가들은 가능한 한 많이 실속되었다.
소련과 핀란드 공산당 측은, 5월 22일에 핀란드와 소련의 평화와 우정 협회를 설립 했고, 소련의 관점을 적극적으로 전파했다. 조토프 대사는 소비에트 대사관에서 사회 지도자들과 매주 회의를 열고 사회 외교관들이 공동체 이사회 회의에 참여함으로써 공동체와 매우 긴밀한 연락을 취했다. 협회는 핀란드 정부와 군대를 비판하는 것으로 시작하여 최대 약 35,000명의 회원을 확보했다. 그것은 성공으로 시작되어 8월 상반기에 조토프와 정치적으로 많은 지지를 받는 레닌 그라드의 언론 운동으로 거의 매일 폭력적인 시위를 조작하기 시작했다. 핀란드 정부는 조토프와 뱌체슬라프 몰로토프의 항의에도 불구하고 이에 대해 강력하게 대응하고 소련의 평화와 우정 협회의 주요 회원들을 체포했다. 결국, 소련의 평화와 우정 협회는 마침내 1940년 12월에 소멸되었다.
소비에트 연방은 반소비에트 감정으로 인하여 배이뇌 탄네르를 내각에서 퇴출시킬 것을 요구했으며, 8월 15일 결국 사임해야했다. 그는 대중 연설에서 소련의 평화와 우정 협회는 제5열으로, 경찰을 책임지고 협회의 단속을 이끌었던 내무부 장관 에른스트 폰 본 이라고했지만 리스토 뤼티가 라디오 연설을 한 후 배이뇌 탄네르의 후임으로 내각에 있던 정치인들은 핀란드와 소비에트 연방 사이의 관계를 개선하려는 정부의 의지를 밝혔다.
칼리오 대통령은 8월 28일에 뇌졸중으로 일을 할 수 없었고, 11월 27일 사직서를 발표했을 때 소련은 칼 구스타브 에밀 만네르헤임 남작 등의 반소비에트 감정을 가진 자들이 대통령으로 선출되면 그것은 모스크바 평화 조약의 위반으로 간주된다고 말했다.
이 모든 것이 대중에게 소련의 발트 3국 점령을 생각 나게했다. 핀란드인들이 이런 걱정을 한 것은 전혀 놀라운 일이 아니었다.

### 영국의 무시

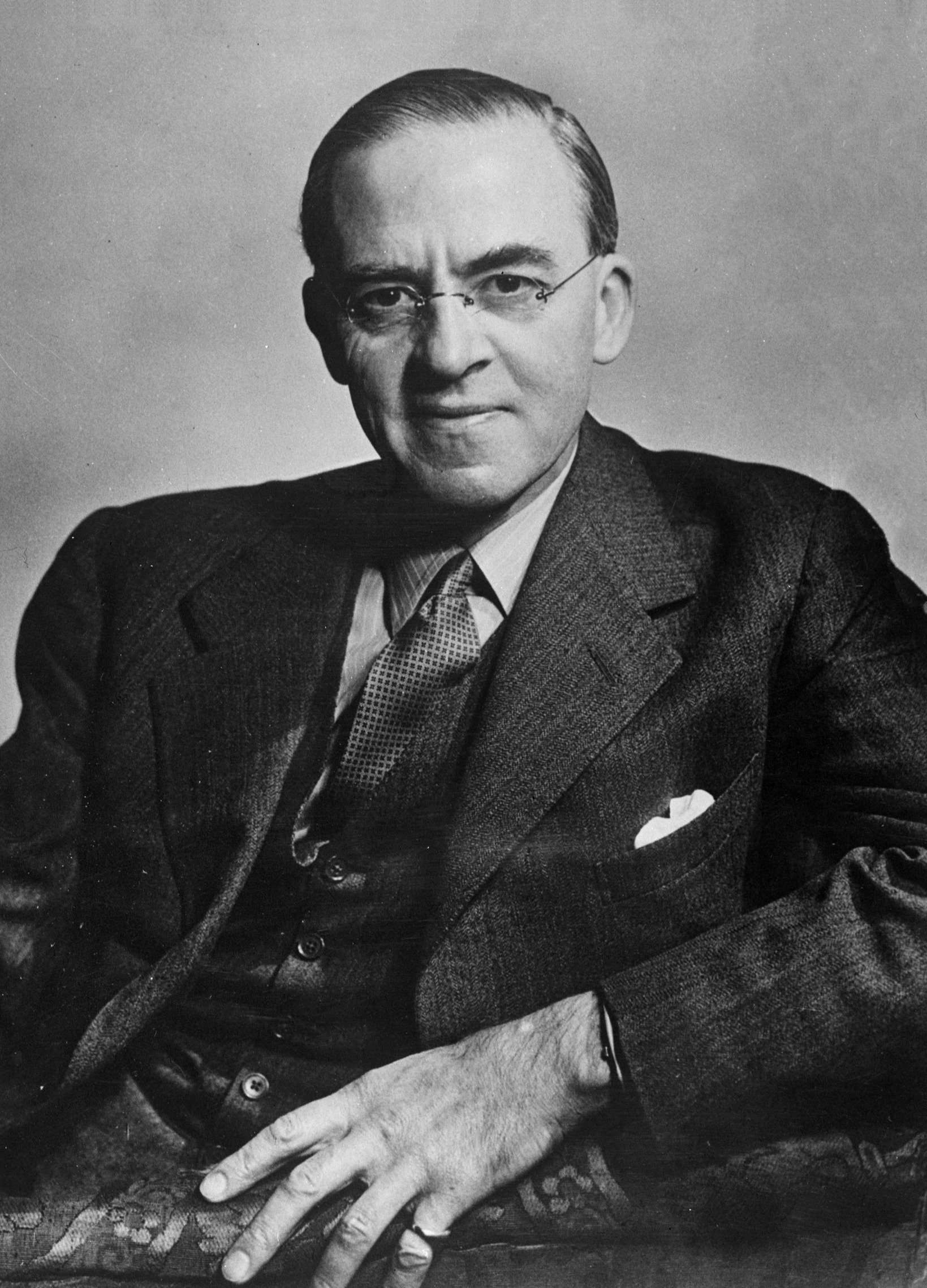
스태포드 크립 경 (1947년)

봄에 비해 1940년 여름 핀란드는 영국 외교 정책에서 그다지 중요하지 않았다. 소비에트 연방의 지원을 얻기 위해 영국은 모스크바 대사인 스태포드 크립 경을 임명했다. 그는 겨울 전쟁 중에 핀란드 민주공화국을 공개적으로지지했으며, 유호 쿠스티 파시키비 대사에게 '핀란드인들이 실제로 발트 3국을 따르고 소련에 핀란드를 합병하기를 원하지 않습니까?'라고 말했다. 그는 또한 퀴외스티 칼리오 대통령을 "굴라크"라고 부르며 북유럽 사회 민주주의를 "반응파"라고 불렀다. 영국 외무부는 그리펜베르크 대사에게 자신의 말을 사과해야했다.
영국은 핀란드와 스웨덴과의 협력에 반대하고 1941년 3월 말 독일의 지시에 따라 핀란드를 몰아냈다는 것이 명백해지기까지 소련이 핀란드에 대한 주도권을 장악 할 수 있도록 지원했다. 핀란드의 대외 무역은 영국 해군에게 의존하는 또 다른 중요한 문제였으며, 경제 전쟁은 소련과의 핀란드 무역(및 관계)으로 인해 어려움을 겪었다. 또한 이를 발행할 때 매우 엄격했다.
니켈 협상 동안 영국 외무부는 영국-캐나다 회사 소유의 라이센스가 "일시적으로" 라이센스를 해제하도록 압력을가했으며 독일에 광석이 선적되지 않을 것이라는 전제 조건으로 소비에트 연방이 광산을 통제하려는 시도에 외교적 지원을 제공했다.

### 독일과의 관계 개선
[[파일:|섬네일|뱌체슬라프 몰로토프의 모습]]

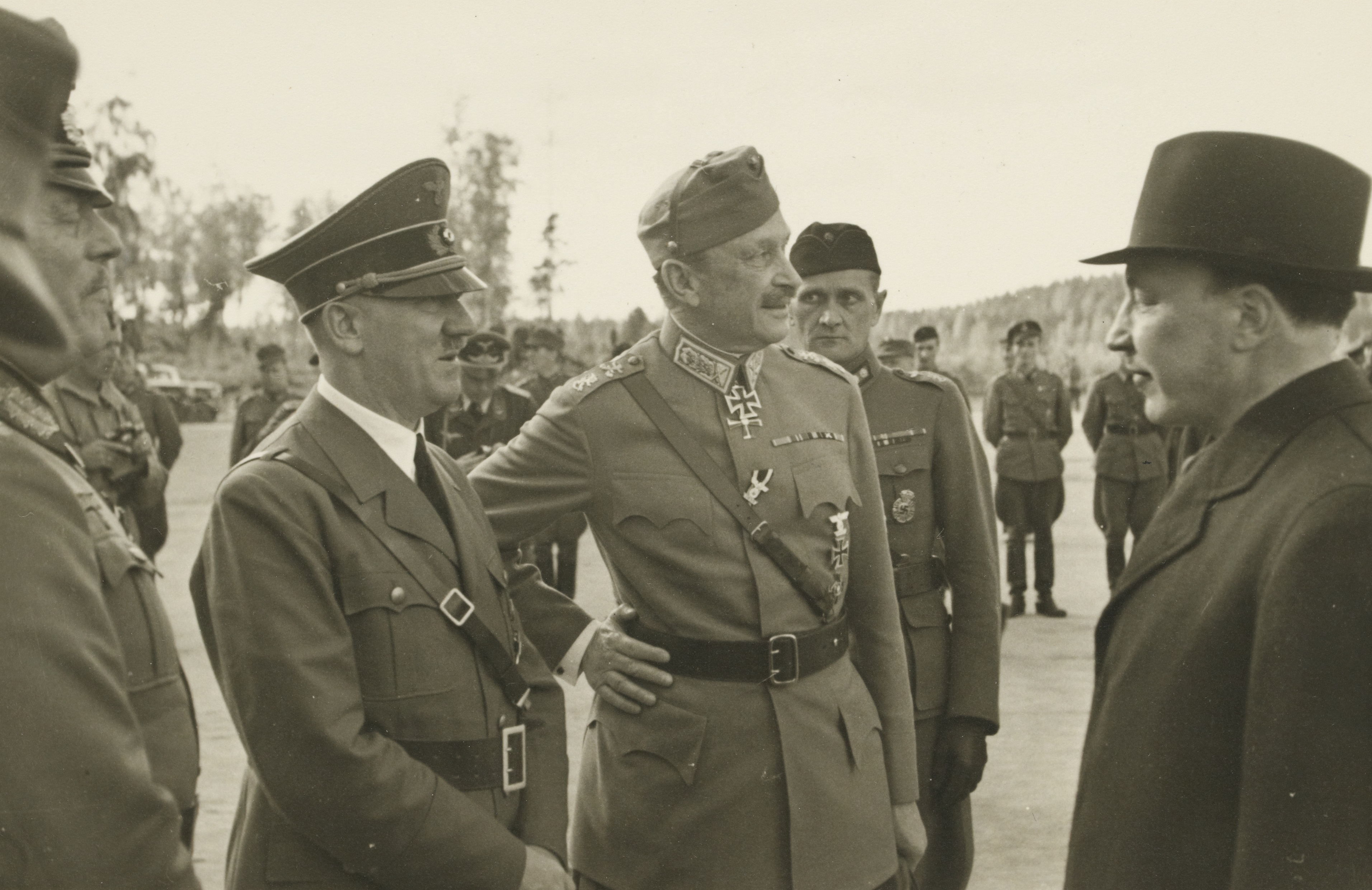
아돌프 히틀러와 칼 구스타브 에밀 만네르헤임 남작

아돌프 히틀러는 프랑스 공방전에서 승리하면서, 곧 소련을 침공 할 계획을 세우기 시작했다. (바르바로사 작전) 그는 겨울 전쟁 전에 핀란드에 관심이 없었지만 이제 핀란드를 자신의 도구로 보았고, 핀란드 군대를 자신의 군대로 보았다. 8월 첫 주에, 독일은 소련이 핀란드에 대한 즉각적인 공격의 두려움 때문에 핀란드의 무기 금지령을 해제했다. 겨울 전쟁에서 중단 된 무기 지원이 시작된 것 이었다.
1940년 8월 18일, 독일의 다음 핀란드 방문은 제1차 세계 대전의 에이스 전투조종사 조셉 벨첸스의 지도자 헤르만 괴링이 도착했을 때였다. 헤르만 괴링은 리스토 뤼티와 칼 구스타브 에밀 만네르헤임 남작과 함께 북부 노르웨이에 있는 핀란드와 보트니아만 사이의 무기 및 기타 전쟁 물자와 독일 군대 이전 권리에 대해 협상했다. 처음에 이 무기 지원은 스웨덴을 통해 양도되었지만 나중에 핀란드로 직접 전달되었다. 독일 제3 제국의 경우 이것은 독일-소련 불가침 조약의 위반이었으며 핀란드는 모스크바 평화 조약의 명백한 위반이었다. 또한 뇌졸중으로 누워있던 퀴외스티 칼리오 대통령에게 정보를 제공했는지에 대해서는 논쟁의 여지가있다. 아마도 퀴외스티 칼리오 대통령의 건강은 이 협상이 시작되기 전에 더욱 악화되었을 것이다.
핀란드는 나치 독일의 냉담함을 완화시키기위한 운동에서, 특히 모스크바 평화 조약이 핀란드인들을 설득하지 못하였기 때문에 나치 독일과 보다 밀접한 관계와 협력을 촉진하는 것은 자연스러운 일이였다.
소련측 협상가들은 (한코) 병력 이동 협정이 의회의 토론이나 투표를 위해 공개되어서는 안된다고 주장했다. 이 선례는 9월 독일군이 바사 항구에 도착할 때까지 핀란드 정부가 독일군의 스칸디나비아 도착으로 일반 핀란드인들의 불안감이 크게 완화되었다. 핀란드 사람들은 독일와의 협상에 대한 가장 세부적인 내용밖에 알지 못하였지만 대부분의 핀란드인들은 협상에 반대했다. 독일군이 핀란드에 주둔하는 이유는 소련의 공격 위협에 대한 억제력과 소련군 이전권에 대한 균형으로 여겨졌다. 11월 21일에 독일군이 이송 협정을 강화하여 투르쿠를 통해 부상자와 병가를 이송 할 수 있게되었다. 독일인들은 바사와 오울루에서 일리토니오와 로바니에미까지의 철도 노선을 따라 분기, 창고 및 기지를 도착하여 설립했으며 카레수반토와 킬피스예르비 또는 이발로 및 소련 페창가 ~ 시보튼 및 북부 노르웨이 시르케네스. 또한 겨울철 도로 (카레수반토와 스키보른 사이)를 개선하기위한 도로 공사와 새로운 도로 (이발로에서 카라스요크까지)가 논의되었고 나중에 독일에 의해 재정이 지원되었다.
리스토 뤼티, 칼 구스타브 에밀 만네르헤임 남작 등은 10월 23일 라플란드의 핀란드 국방 계획에 관한 정보를 독일군에 제공하여 소련에 발각 될 위험이 있더라도 어떻게든 실행하기로 결정했다.
소련 외무 장관 뱌체슬라프 몰로토프가 11월 12일 베를린을 방문했을 때 독일은 핀란드 지원을 중단했다. 핀란드는 발트해 국가들과 유사한 방식으로 핀란드를 취급 할 권리를 요구했지만 히틀러는 그러기 위해서는 새로운 군대가 없어야한다고 요구했다.

### 스웨덴과의 연합 시도

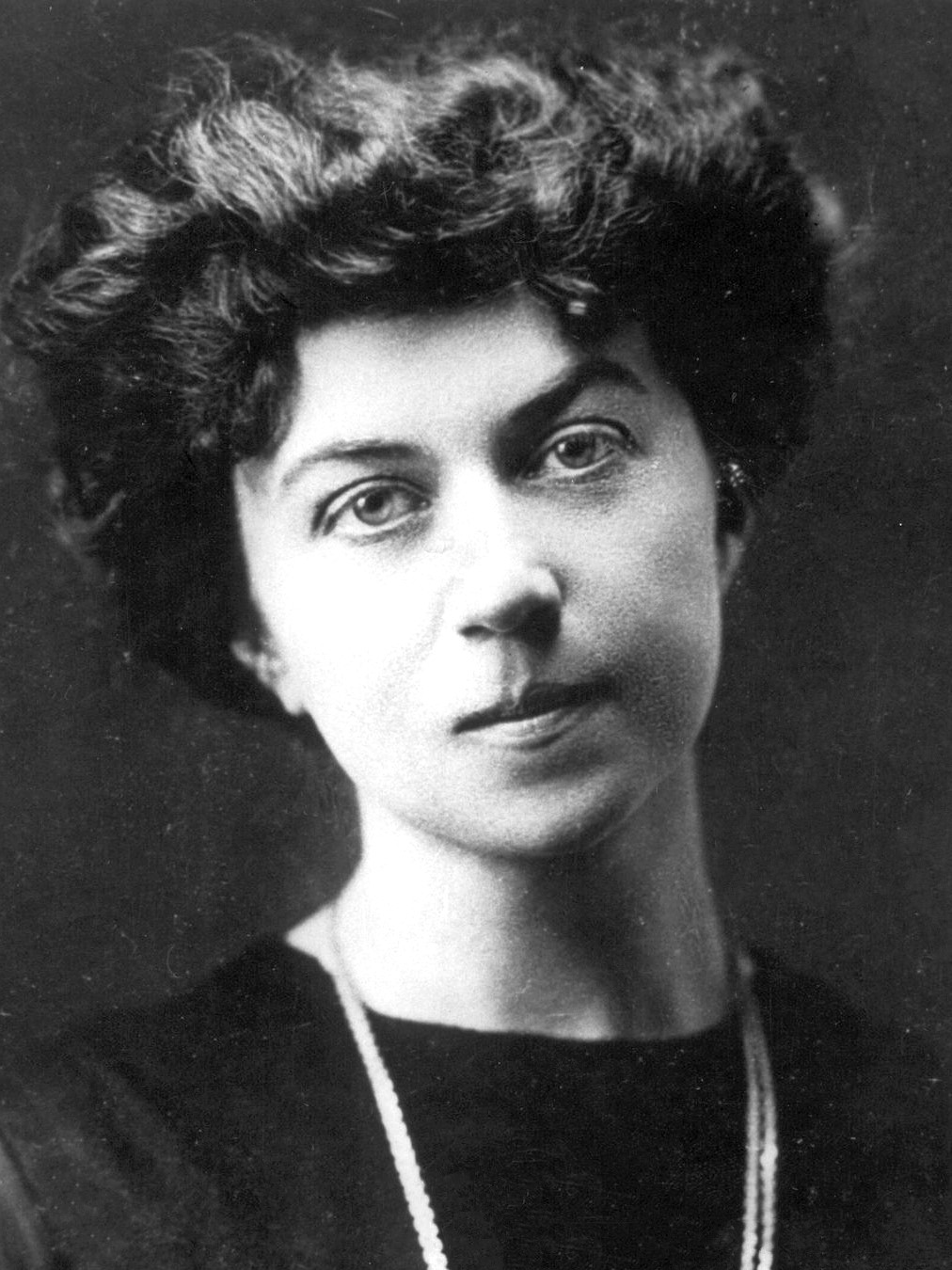
알렉산드라 콜론타이의 모습

8월 19일, 스웨덴과 핀란드 간의 협력을 위한 새로운 계획이 시작되었다. 그것은 현재의 국경에 대한 핀란드의 만족 선언과 교환하여 양국의 연합을 요구했다. 이 계획은 주로 스웨덴 외무 장관 크리스찬 귄터와 보수당 지도자 괴스타 바게, 스톡홀름의 교육 장관에 의해지지 되었다. 그들은 핀란드에서 반 스웨덴 파의 반대 의견 증가에 대응해야했다. 스웨덴에서는 자유주의와 사회주의가 핀란드의 우위 정치에 대한 의혹을 의심했다. 이 계획의 주요 목표 중 하나는 전적으로 독일이 스웨덴과 핀란드에 대한 최대한의 자유를 보장하는 것이었다. 스웨덴에서 정치적 반대파들은 독일에 필요한 적응을 비판했다. 핀란드에서의 저항은 주권과 영향력의 상실과 카렐리야의 상실의 수용에 중점을 두었다. 그러나 핀란드의 끔찍하고 악화 된 입장에 대한 전반적인 느낌은 많은 비평가들을 조용히하게 했다.
노조에 대한 공식적인 요청은 10월 18일 크리스티안 귄터에 의해 이루어졌으며 핀란드의 승인은 10월 25일에 접수되었지만 11월 5일까지 스톡홀름 알렉산드라 콜론타이의 소련 대사는 스웨덴에 대해 하나의 조약을 요구했다. 스웨덴 정부는 이 문제를 철회했지만 12월 6일 소련과, 12월 19일 독일은 스웨덴과 핀란드의 모든 노조에 대한 강력한 반대를 발표한 12월까지는 더 수용 가능한 조약에 대한 논의가 계속되었다.

## 같이 보기
- 제2차 세계 대전
- 겨울 전쟁
- 계속 전쟁
- 모스크바 평화 조약
- 독소 불가침 조약
- 제2차 세계 대전의 여파